# Песчановское сельское поселение (Крым)
Песчановское сельское поселение (укр. Піщанівське сільське поселення, крымскотат. Alma Tamaq köy yurtu, Алма Тамакъ кой юрту) — муниципальное образование в составе Бахчисарайского района Республики Крым России.

## География
Поселение расположено на западе района, на побережье Каламитского залива Чёрного моря, в устьях рек Альма и Западный Булганак. Граничит на севере Николаевским сельскими поселением Симферопольского района, на востоке — Вилинским и Табачненским сельским поселением, на юге — с землями Угловского сельского поселения.
Площадь поселения 25,77 км².
Основная транспортная магистраль — автодорога 35Н-019 «Песчаное — Почтовое» (по украинской классификации — территориальная автодорога О-0-10202).
На территории поселения находится Усть-Альминское городище, единственный порт и второй по величине, после столицы Неаполя Скифского, город Скифского царства (II в. до н. э.)

## Население
| 2001  | 2014  | 2015  | 2016  | 2017  | 2018  | 2019  |
| ----- | ----- | ----- | ----- | ----- | ----- | ----- |
| 1808  | ↘1607 | →1607 | ↘1582 | ↘1570 | ↘1534 | ↘1513 |
| 2020  | 2021  |       |       |       |       |       |
| ↗1526 | ↗1732 |       |       |       |       |       |

## Состав
В состав поселения входят 2 села:
| № | Населённый пункт | Тип населённого пункта       | Население на 2014 год |
| - | ---------------- | ---------------------------- | --------------------- |
| 1 | Песчаное         | село, административный центр | ↘820                  |
| 2 | Береговое        | село                         | ↘787                  |

## История
В составе Симферопольского района в начале 1920-х годов был образован Алма-Тамакский сельсовет и на момент всесоюзной переписи населения 1926 года состоял из двух сёл: Алма-Тамак и Бурлюк с населением 900 человек. К 1940 году сельсовет включили в состав Бахчисарайского района.
Указом Президиума Верховного Совета РСФСР от 21 августа 1945 года Алма-Тамакский сельсовет был переименован в Песчановский сельский совет.
С 25 июня 1946 года сельсовет в составе Крымской области РСФСР, а 26 апреля 1954 года Крымская область была передана из состава РСФСР в состав УССР.
Время упразднения сельсовета пока точно не установлено (возможно, это произошло в кампанию укрупнения/разукрупнения 1962—1965 годов, поскольку на 1965 год он уже не существовал.
Возрождён сельсовет после 1977 года.
С 21 марта 2014 года в составе Крыма аннексировано Россией.